# Marșul Voluntarilor
"Marșul Voluntarilor", acum cunoscut în mod formal ca Imnul național al Republicii Populare Chineze, este imnul național al Republicii Populare Chineze, incluzând regiunile administrative speciale Hong Kong și Macao. Spre deosebire de imnurile chinezești anterioare, scrise în Chineză clasică, acesta este scris în întregime în Chineză vernaculară.
Versurile au fost compuse ca un poem dramatic de către poetul și dramaturgul Tian Han în 1934 și adaptat la muzica lui Nie Er în anul următor pentru filmul Copii ai vremurilor grele. A fost adoptat ca imn provizoriu al RPC în 1949, în locul Imnului național al Republicii Chineze și "Internaționalei" comuniste. Când Tian Han a fost întemnițat în timpul Revoluției culturale din anii 1960, marșul a fost înlocuit neoficial de "Estul este roșu", intonat fără cuvinte, și mai apoi cântat folosind versuri modificate. Readus la versiunea originală, "Marșul voluntarilor" a fost ridicat la statut oficial în 1982, adoptat de Hong Kong și Macao după retrocedările acestora către China în 1997 și 1999 respectiv, și inclus în articolul 136 din 2004 al Constituției chineze'.

## Versuri
Versurile melodiei au fost cald primite în Vest pentru "utilizarea muzicalității inerente a chinezei" și realizarea "unei bune potriviri" între rimele cuvintelor și tonurile limbii.

### Originale și actuale
| Chineză | Chineză | Chineză | Română (adaptat) |
| Simplificată | Tradițională | Pinyin | Română (adaptat) |
| --- | --- | --- | --- |
| 起来！不愿做奴隶的人们！ 把我们的血肉， 筑成我们新的长城！ 中华民族到了最危险的时候， 每个人被迫着发出最后的吼声。 起来！起来！起来！ 我们万众一心， 冒着敌人的炮火，前进！ 前进！前进！进！ | 起來！不願做奴隸的人們！ 把我們的血肉， 築成我們新的長城！ 中華民族到了最危險的時候， 每個人被迫著發出最後的吼聲。 起來！起來！起來！ 我們萬眾一心， 冒著敵人的炮火，前進！ 前進！前進！進！ | Qǐlái! Búyuàn zuò núlì de rénmen! Bǎ wǒmen de xuèròu, zhùchéng wǒmen xīn de Chángchéng! Zhōnghuá mínzú dào liǎo zuì wēixiǎn de shíhòu. Měi ge rén bèipò zhe fāchū zuìhòu de hǒushēng. Qǐlái! Qǐlái! Qǐlái! Wǒmen wànzhòng yìxīn, Màozhe dírén de pàohuǒ, qiánjìn! Qiánjìn! Qiánjìn! Jìn! | Sculați, voi ce robi nu vreți să fiți! Cu trup și sânge vom clădi un Mare Zid iar! De poporul Chinei se află-n pericol, Fiecare strigă, chiar de-i ultima dată! Sculați! Sculați! Sculați! Stăm uniți ca unul; Luptați sub focul dușman, hai sus! Hai sus! Hai sus, sus! |

### 1949
Al treilea vers a fost modificat în contextul succeselor comuniste în Războiul Civil Chinez, ce a avut loc la mijlocul anului 1949:
| Chineză                          | Chineză                          | Chineză                                            | Română                                      |
| Simplificată                     | Tradițională                     | Pinyin                                             | Română                                      |
| -------------------------------- | -------------------------------- | -------------------------------------------------- | ------------------------------------------- |
| ... 中国民族到了大翻身的时候 ... | ... 中國民族到了大翻身的時候 ... | ... Zhōngguó mínzú dào le dà fānshēn de shíhòu ... | ... Brav, poporul Chinei s-a emancipat! ... |

### Din 1978 până în 1982
| Chineză | Chineză | Chineză | Română |
| Simplificată | Tradițională | Pinyin | Română |
| --- | --- | --- | --- |
| 前进！各民族英雄的人民！ 伟大的共产党* 领导我们继续长征。 万众一心奔向共产主义明天， 建设祖国保卫祖国英勇地斗争。 前进！前进！前进！ 我们千秋万代 高举毛泽东旗帜，前进！ 前进！ 前进！ 进！ | 前進！各民族英雄的人民！ 偉大的共產黨* 領導我們繼續長征。 萬眾一心奔向共產主義明天， 建設祖國保衛祖國英勇地鬥爭。 前進！前進！前進！ 我們千秋萬代 高舉毛澤東旗幟，前進！ 前進！ 前進！進！ | Qiánjìn! Gè mínzú yīngxióng de rénmín, Wěidà de Gòngchǎndǎng* lǐngdǎo wǒmen jìxù Chángzhēng. Wànzhòng yīxīn bēnxiàng gòngchǎn zhǔyì míngtiān, Jiànshè zǔgúo bǎowèi zǔgúo yīngyǒng de dòuzhēng. Qiánjìn! Qiánjìn! Qiánjìn! Wǒmen qiānqīu wàndài Gāojǔ Máo Zédōng qízhì, Qiánjìn! Qiánjìn! Qiánjìn! Jìn! | La marș! Eroi de toate etniile! Marele Partid Comunist* ne conduce, continuând Marșul cel Lung, Suntem milioane, dar o inimă, către un viitor comunist; Luptăm eroic să ridicăm și să păzim patria. La marș! La marș! La marș! Timp de generații, Vom arbora steagul lui Mao; la marș! Vom arbora steagul lui Mao; la marș! La marș! La marș! Marș! |

* Ritmul din acest vers este ușor alterat, fiindcă Gòngchǎndǎng are cu o silabă mai mult decât xuèròu în versurile originale.